# 岩岳 (青森県・秋田県)
岩岳（いわだけ）は、十和田湖の西岸の青森県平川市と秋田県鹿角郡小坂町との境界に位置する標高879.9mの山である。東北百名山に選定されている。

## 概要
十和田湖を取り囲む外輪山の一つで、西の青森県側は岩木川水系で日本海に流れ、東の秋田県側には十和田湖があり奥入瀬川を流れ太平洋に注ぐ本州の中央分水界となっている。
山頂を通る国道102号滝ノ沢峠から国道103号発荷峠までの遊歩道は、十和田湖の景観や高山植物の観賞を楽しむことができる。

## 観光
岩岳の東山麓は十和田湖に接し、付近の湖畔には滝ノ沢キャンプ場などがあり、観光地として賑わっている。

## 近くの山
- 白地山